# 寿町駅 (山梨県)
寿町駅（ことぶきちょうえき）は、山梨県甲府市寿町にあった山梨交通電車線の電停である。

## 概要
相生町 - 荒川橋間が開通した1ヵ月後に新設された電停で、現在の美術館通りが南へ曲がる手前にあり1面1線安全地帯なしの構造であった。周囲は商店混じりの住宅地が続く狭い道で、道の半分を電車が占めるほどの状態であった。
電停名の「寿町」は当初隣の第二高校前電停（当時は高等女学校前電停）が名乗っていた名称であったが、当電停開業に伴いこちらが名乗ることになり、名前を譲られた格好になった。
ここから先、道は弓なりに荒川橋へ続く。荒川橋の手前で道が開けるため、当電停が狭隘部の最後の電停となっていた。

## 歴史
- 1932年（昭和7年）11月27日：開業。
- 1962年（昭和37年）7月1日：路線廃止により廃駅。

## 廃線後の状況
泉町電停や第二高校前電停とほぼ同じで、近年行われた道路の大拡幅とそれに伴う立ち退き・建て替えによって跡形もなくなっており、「寿町」のバス停のみに名前を留める状態である。

## 隣の駅
山梨交通
電車線
第二高校前駅 - 寿町駅 - 荒川橋駅